# Leonhard Adelt
Leonhard Adelt (Boizenburg, 1881. június 17. – Dippoldiswalde, 1945. február 21.) német könyvkereskedő, író, újságíró.

## Élete
Apja, Richard Adelt kereskedelmi ügynök volt. Gyermekkorát és ifjúságát Dortmundban töltötte, ahol 1890 és 1898 közt középiskolába járt. Ebben az időben írta meg Werden (1898) című regényét, amely komoly feltűnést keltett. 1899-ben egy kölni könyvesboltban kezdett dolgozni. Később a Dortmund melletti Huckardébe költözött. 1900-tól újságírással is foglalkozott, szerkesztette az eberswaldei Generalanzeiger című lapot (1903-ig), valamint a Neue Stettiner Zeitung-ot. 1903 és 1904 közt a Berlini Egyetem hallgatója volt. 1904-1906 közt a bécsi Zeit, 1906 és 1908 közt a Neue Hamburger Zeitung főszerkesztője volt. 1909-től mint szabadúszó író működött, előbb a Boden-tó melletti Überlingenben, 1911-től a München mellettu Gautingban. 1911-ben és 1912-ben pilóta volt Münchenben és Lipcsében, ezután találkozott Ernst Lehmann léghajókapitánnyal. 1913-ban Düsseldorfban részt vett egy félig merev vázszerkezetű léghajó létrehozásában és sikertelen tesztvezetésében. Az első világháború alatt a Berliner Tageblatt tudósítója volt. 1920 és 1926 közt Münchenben élt a Berliner Tageblarr és a Neue Freie Presse szerkesztőségi képviselőjeként. Számos cikkében támogatta fiatalkori barátját, Stefan Zweig-et. 1921 és 1922 közt a Deutschland (Zeitschrift für den Aufbau. München), 1925-ben a müncheni A.Z. am Abend főszerkesztője volt. 1935-ben vette feleségül Gertrud Stolte drezdai újságírót, egy fiuk született 1936-ban. A házaspár túlélte az LZ 129 léghajó 1937. május 6.-i lakehursti katasztrófáját, amikor a léghajó leszállás közben felrobbant. 1939-től Berlinben élt, a drezda bombázásakor szerzett sérüléseibe halt bele. 
Adelt első regénye, a Werden megjelenésekor komoly feltűnést keltett "egy dortmundi középiskolás alakjának naturalista ábrázolása" miatt. Mindemellett ma már mint a német "repülési regény" műfaja megalapítójának tekintik. Der Flieger (1913) című regényében expresszionista pátosszal ír "a repülés lehetőségének az emberiségre gyakorolt változásaival, lehetőségeivel, valamint az ideális repülőgép típusával" foglalkozik. Mit dem Flugzeug durch die Lüfte (1914) című regénye a repülőgépek háborús felhasználási lehetőségeivel foglalkozott, e munkájához erősen nacionalista előszót írt. Der Herr der Luft című, szintén 1914-ben publikált munkája korában igen népszerű volt. Tanulmányt írt Ernst Lehmannról (1937) és Ferdinand von Zeppelinről (1938). Írt néhány drámát is.

## Munkái
- Werden. Novelle. Pierson, Dresden und Leipzig, 1898
- Der Dritte. Drama in drei Aufzügen. Bloch, Berlin, 1899
- Die Wand. Tragikomödie. Drei Einakter, 1901
- Der Flieger. Ein Buch aus unsern Tagen. Rütten und Loening, Frankfurt/M., 1913
- Das eiserne Herz. 5. Auflage, 1914
- Der Ozeanflug. Novelle. Reuß und Itta, Konstan, 1915
- Der fliegende Mensch, 1914; 1916
- Studie zu sechs Dichtern. Reuß und Itta, Konstanz, 1917
- Fürst Zubrow. Drama. Meyer und Jessen, München, [1921]
- Katastrophen. Vier Novellen. Spitzbogen, Berlin, 1922
- Die Dohle. Komödie in drei Akten. Volksbühnen-Verlags- u. Vertriebs-G.m.b.H., Berlin, 1925
- Falsche Karten, redlich Spiel. Lustspiel frei nach George Farquhar. Kiesel, Salzburg, 1926
- Villa Robinson. Komödie, 1929
- Kathrin bleibt jung. Komödie, 1929
- Mabels Baby. Lustspiel, 1932
- Zeppelin. Der Mann und die Idee. Mit bisher ungedruckten Briefen des Grafen Zeppelin. Metten, Berlin, 1938
- Sturz in den Sieg. Das Wunder der Ju 88. Unter Mitarbeit von Gertrud Adelt-Stolte. Schmidt und Günther, Leipzig, 1943

## Külső hivatkozások
- Leonhard Adeltről írt és róla szóló munkák a Deutsche Nationalbibliothek oldalán
- Rövid életrajza, a cikk elsősorban a Hindenburg-katasztrófára fókuszál

## Fordítás
- Ez a szócikk részben vagy egészben  a   Leonhard Adelt című német Wikipédia-szócikk ezen változatának fordításán alapul.  Az eredeti cikk szerkesztőit annak laptörténete sorolja fel. Ez a jelzés csupán a megfogalmazás eredetét és a szerzői jogokat jelzi, nem szolgál a cikkben szereplő információk forrásmegjelöléseként.